# Lapponia svedese
La Lapponia svedese (in svedese Lappland) è la provincia più settentrionale della Svezia, nella regione di Norrland, e fa parte, a livello amministrativo, delle contee di Norrbotten e Västerbotten di cui costituisce la parte occidentale.
La Lapponia svedese è anche la provincia più estesa della Svezia con circa un quarto della superficie totale. 
Confina con le province di Jämtland, Ångermanland, Norrbotten e Västerbotten, con la Norvegia a nord-ovest e con la Finlandia a nord-est.

## Storia
La sua storia è strettamente connessa con le contee d'appartenenza e per tutto il medioevo è stata una regione sostanzialmente al di fuori del controllo della corona svedese e abitata prevalentemente da popoli nomadi di etnia Sami.
Dal punto di vista storico e culturale, la provincia svedese fa parte della più vasta regione etnografica omonima abitata dai Sami e oggi suddivisa tra Norvegia, Svezia, Finlandia e Russia.
Al suo interno si trovano l'area lappone, definita nel 1996 Patrimonio dell'umanità dell'UNESCO, e alcuni parchi nazionali della Svezia: il parco nazionale Sarek, il parco nazionale Muddus, il parco nazionale Padjelanta e il parco nazionale Stora Sjöfallet.

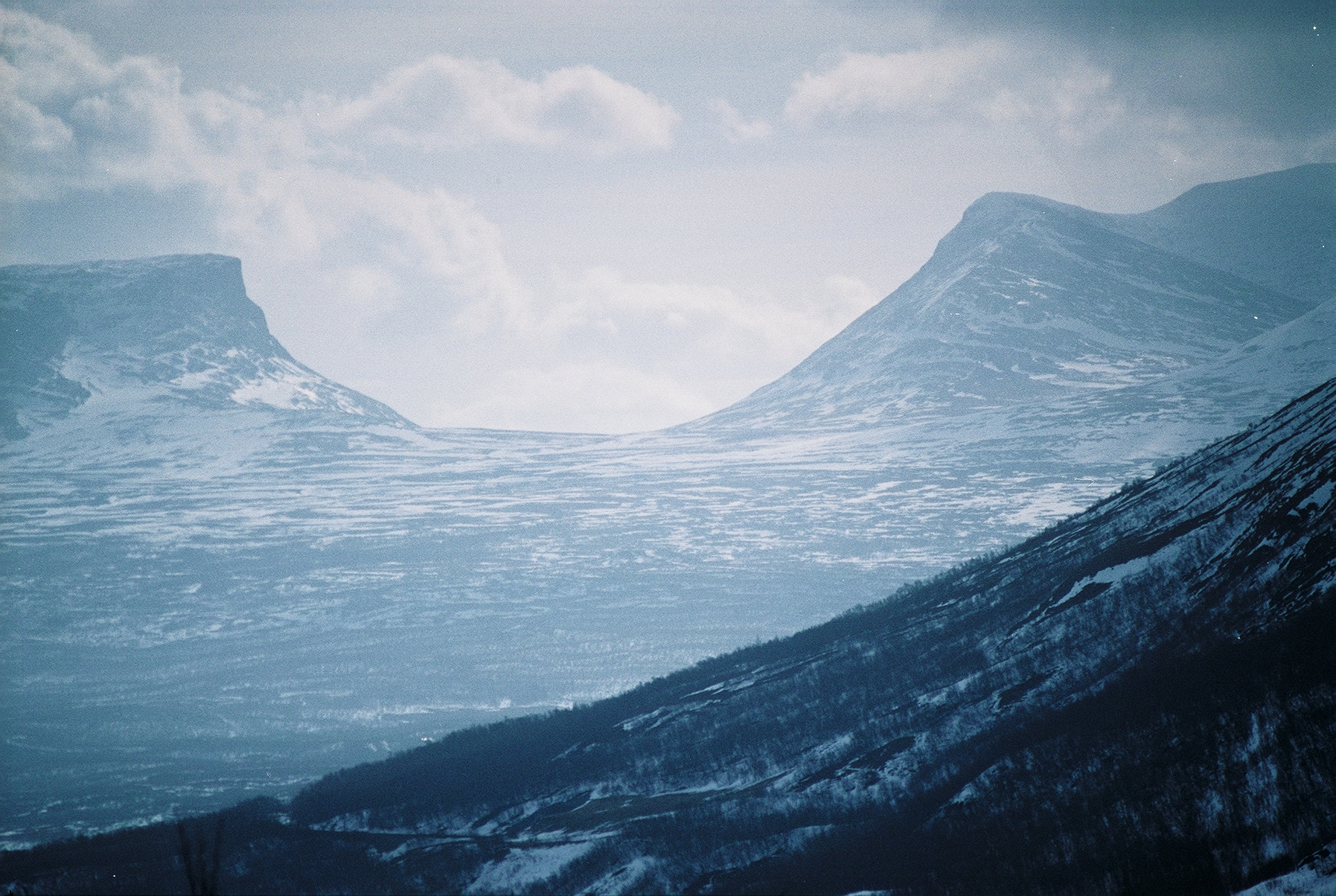
Lapporten
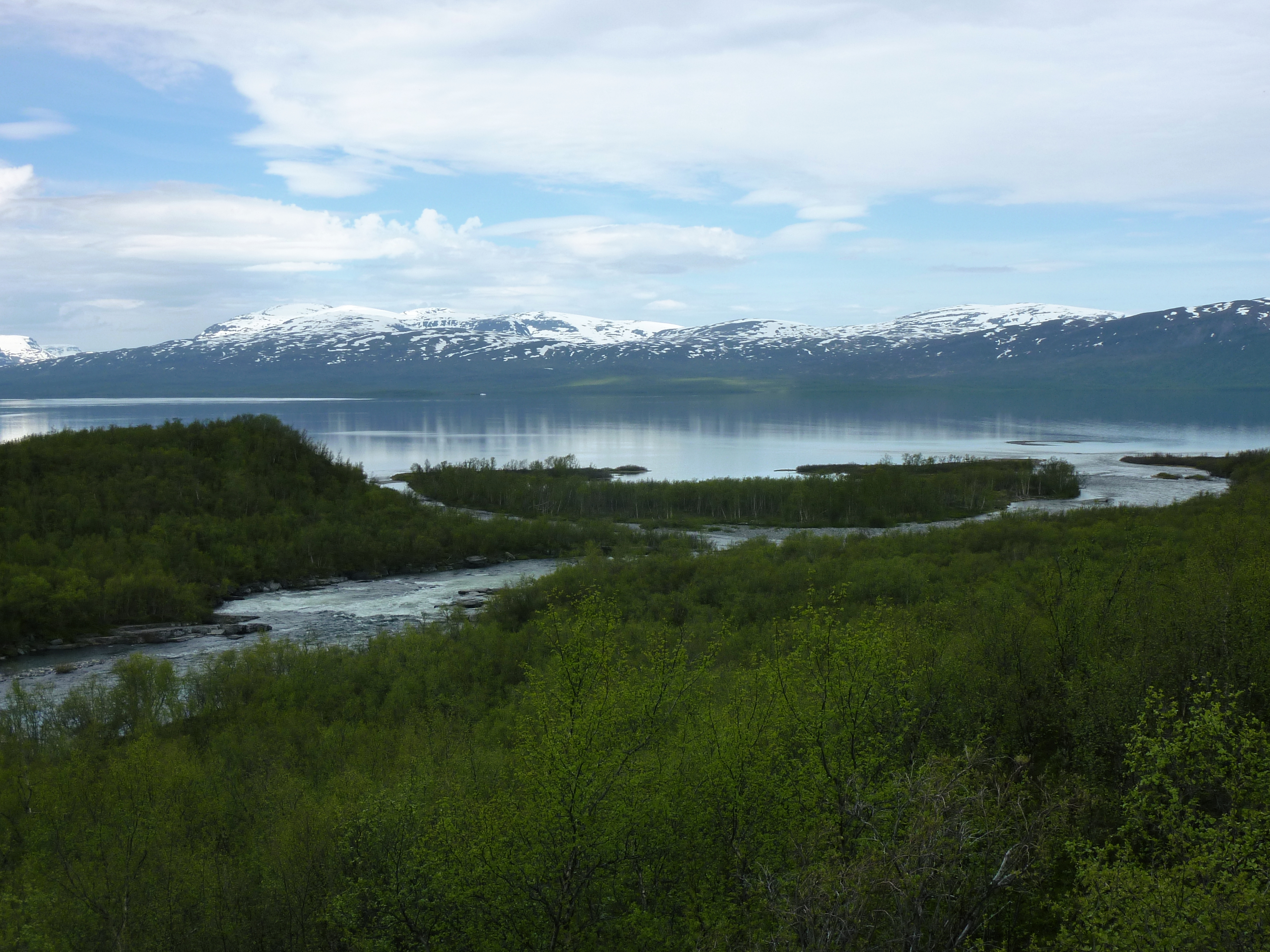
Fiume Abiskojåkka e lago Torneträsk